# Emporis Skyscraper Award
L’Emporis Skyscraper Award était un prix d'architecture décerné annuellement par l'entreprise allemande Emporis au plus remarquable gratte-ciel construit durant l'année précédente à travers le monde.

## Liste des lauréats du Emporis Skyscraper Award
| Année | Médaille d'or            | Médaille d'or     | Médaille d'argent     | Médaille d'argent | Médaille de bronze              | Médaille de bronze |
| Année | Gratte-ciel              | Ville             | Gratte-ciel           | Ville             | Gratte-ciel                     | Ville              |
| ----- | ------------------------ | ----------------- | --------------------- | ----------------- | ------------------------------- | ------------------ |
| 2000  | Sofitel New York Hotel   | New York          |                       |                   |                                 |                    |
| 2001  | One Wall Centre          | Vancouver         | Millennium Point      | New York          | Plaza 66                        | Shanghai           |
| 2002  | Kingdom Centre           | Riyad             | Post Tower            | Bonn              | 111 Huntington Avenue           | Boston             |
| 2003  | 30 St Mary Axe           | Londres           | Highcliff             | Hong Kong         | Skybridge                       | Chicago            |
| 2004  | Taipei 101               | Taipei            | Torre Agbar           | Barcelone         | World Tower                     | Sydney             |
| 2005  | Turning Torso            | Malmö             | Q1                    | Gold Coast        | Montevideo Tower                | Rotterdam          |
| 2006  | Hearst Tower             | New York          | The Wave              | Gold Coast        | Eureka Tower                    | Melbourne          |
| 2007  | Het Strijkijzer          | La Haye           | Newton Suites         | Singapour         | Ontario Tower                   | Londres            |
| 2008  | Mode Gakuen Cocoon Tower | Tokyo             | Boutique Monaco       | Séoul             | Shanghai World Financial Center | Shanghai           |
| 2009  | Aqua                     | Chicago           | O-14                  | Dubaï             | The MET                         | Bangkok            |
| 2010  | Hotel Porta Fira         | Barcelone         | Burj Khalifa          | Dubaï             | Tour CMA-CGM                    | Marseille          |
| 2011  | 8 Spruce Street          | New York          | Al Hamra Tower        | Koweït            | Etihad Towers                   | Abou Dabi          |
| 2012  | Absolute World           | Mississauga       | Al Bahar Towers       | Abou Dabi         | Burj Qatar                      | Doha               |
| 2013  | The Shard                | Londres           | DC Towers             | Vienne            | Huzhou Sheraton Resort & Spa    | Huzhou             |
| 2014  | Wangjing SOHO            | Beijing           | Bosco Verticale       | Milan             | Tour D2                         | Paris-La Défense   |
| 2015  | Tour Shanghai            | Shanghai          | Evolution Tower       | Moscou            | Il Dritto                       | Milan              |
| 2016  | VIA 57 West              | New York          | Torre Reforma         | Mexico            | Oasia Hotel Downtown            | Singapour          |
| 2017  | Lotte World Tower        | Seoul             | Tour Generali (Milan) | Milan             | 150 North Riverside             | Chicago            |
| 2018  | MGM Cotai                | Macao             | Tour La Marseillaise  | Marseille         | The Scalpel                     | Londres            |
| 2019  | Lakhta Center            | Saint-Pétersbourg | Leeza SOHO            | Pékin             | 35 Hudson Yards                 | New York           |
| 2020  | Crown Sydney             | Sydney            | Telus Sky             | Calgary           | One Vanderbilt                  | New York           |
| 2021  | Valley Amsterdam         | Amsterdam         | 111 West 57th Street  | New York          | NV Tower                        | Sofia              |

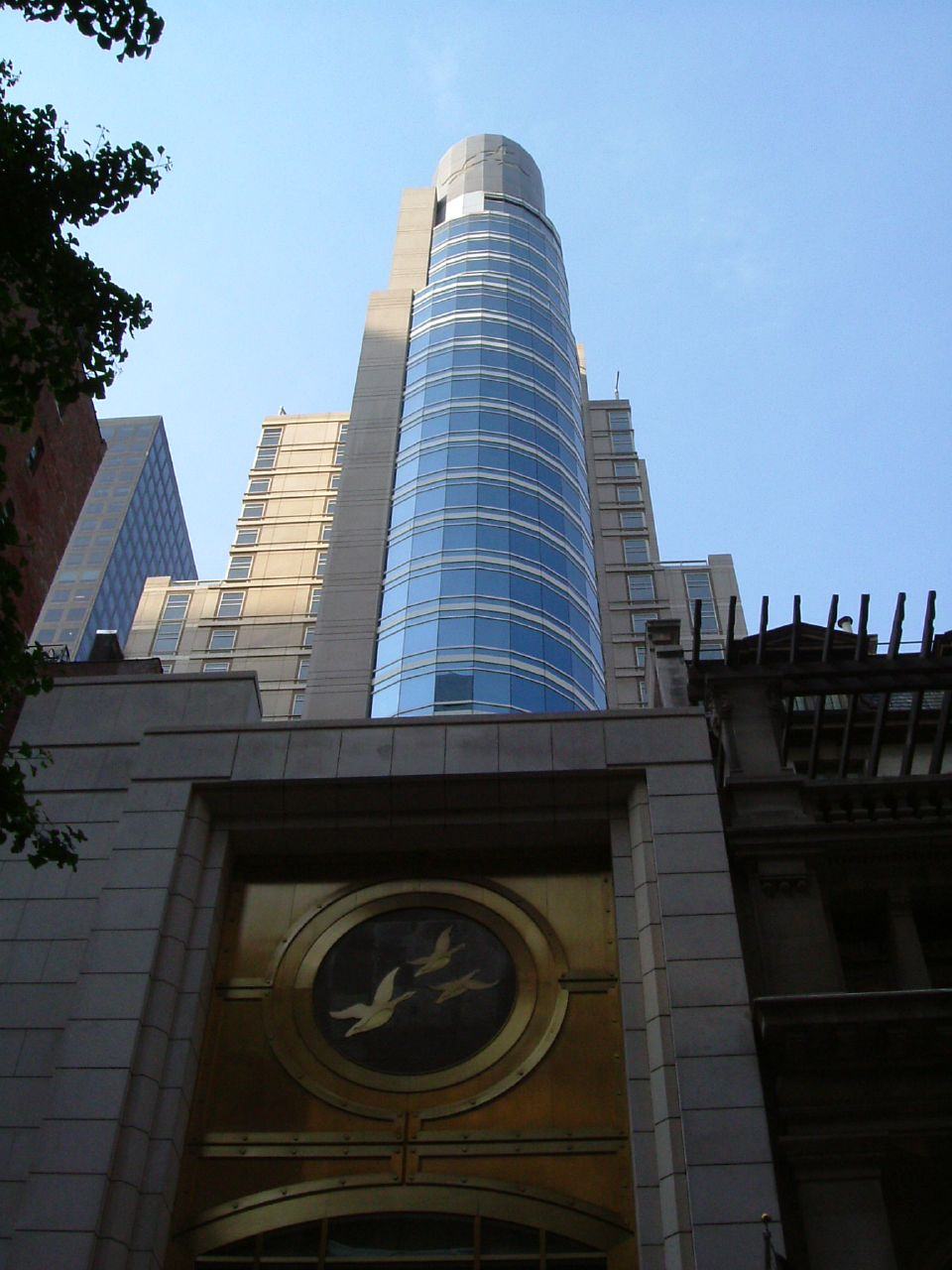
Sofitel New York Hotel
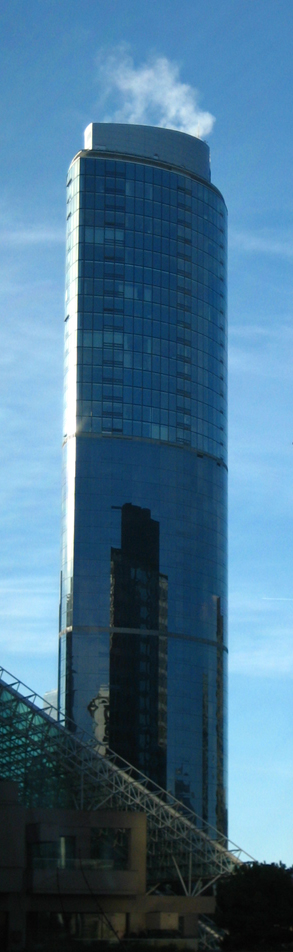
One Wall Centre
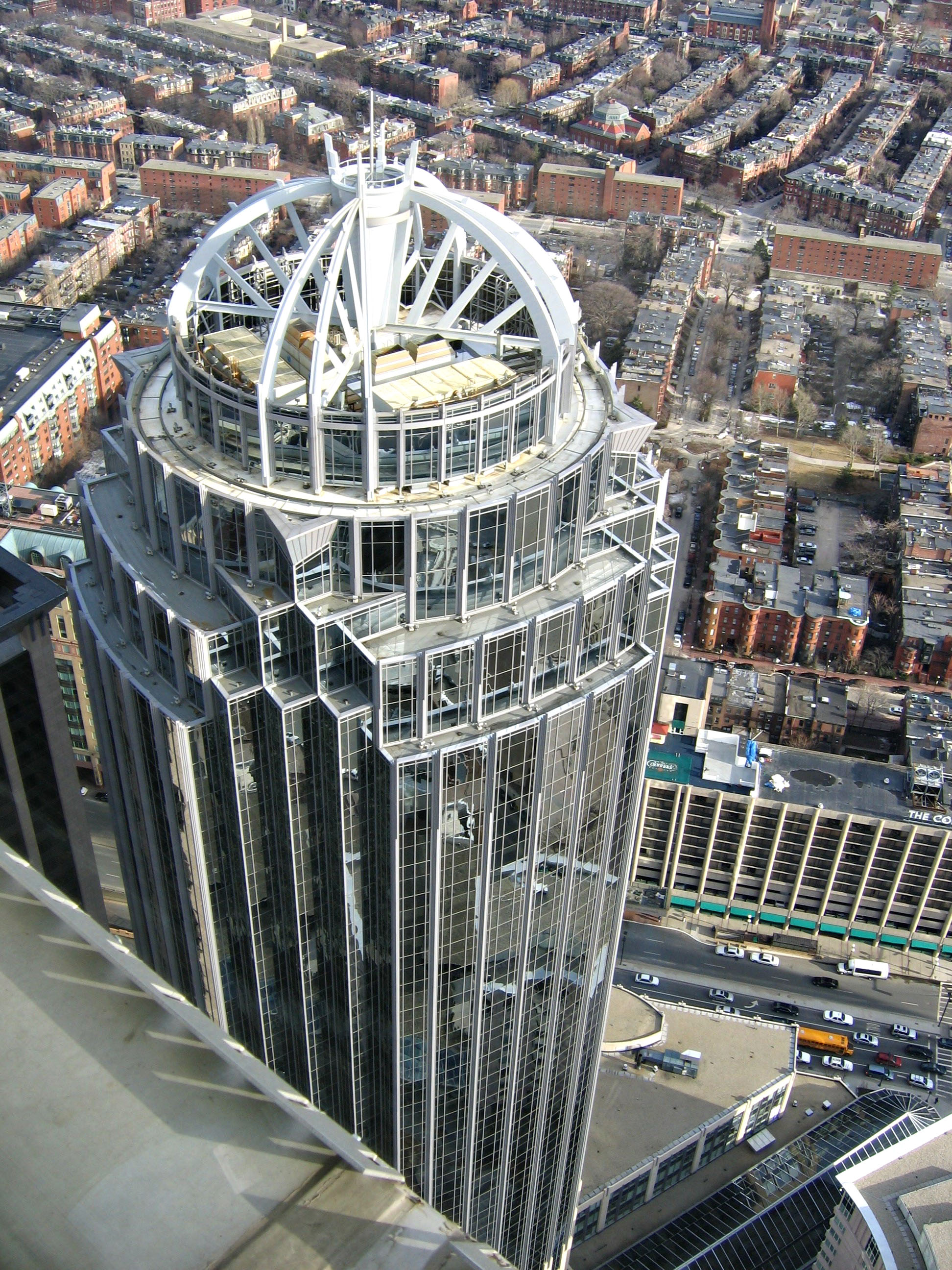
111 Huntington Avenue
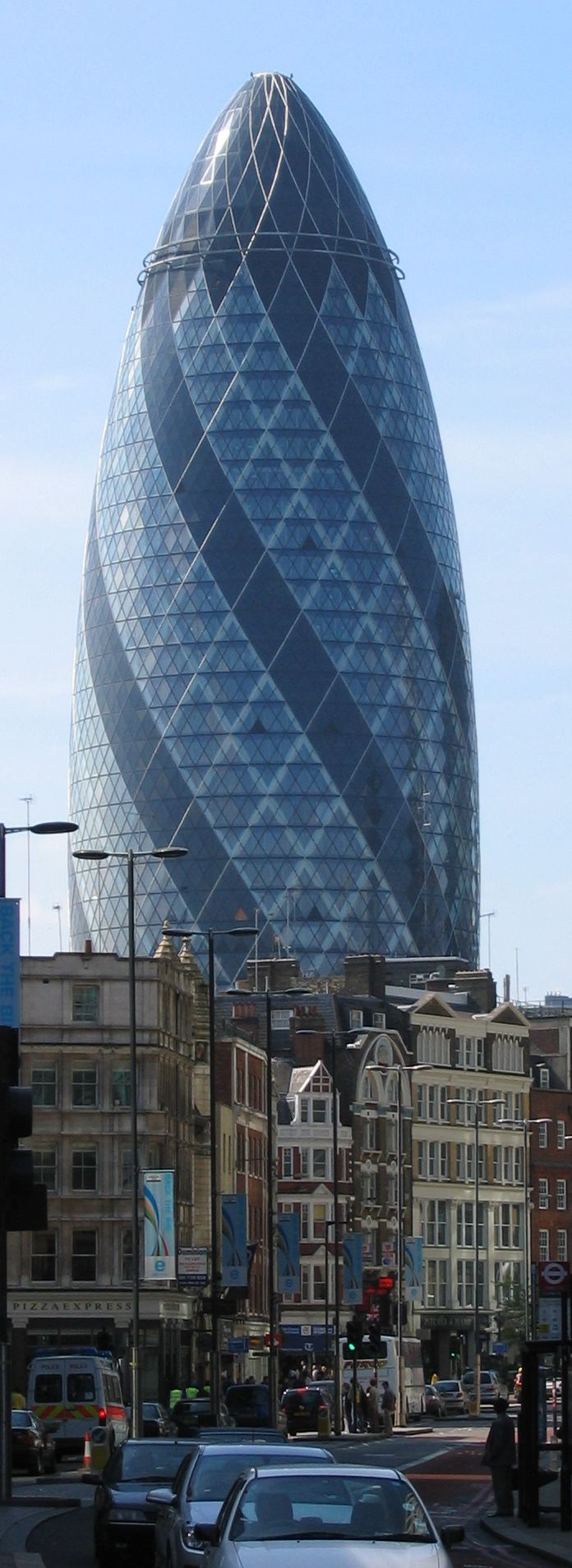
30 St Mary Axe
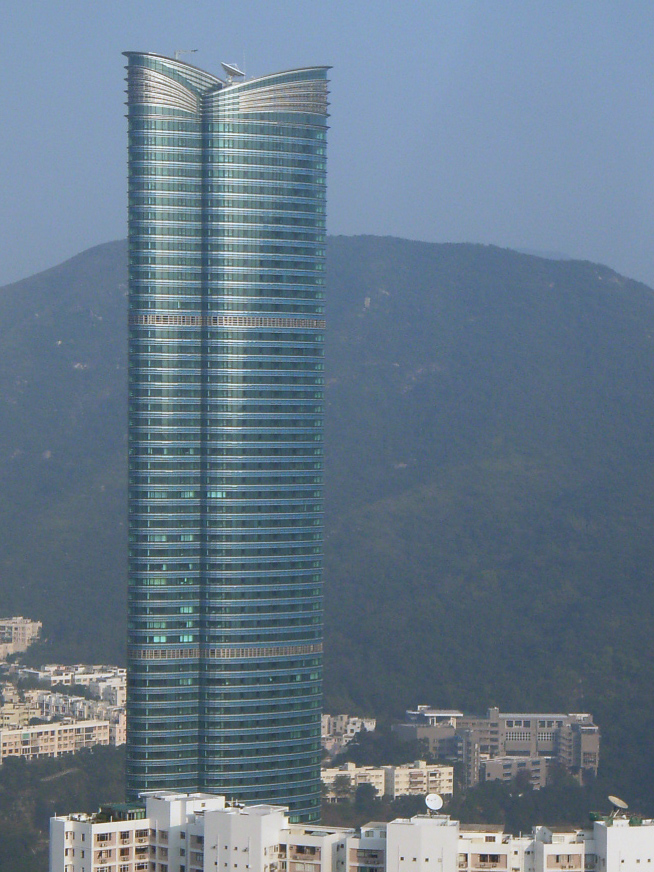
Highcliff
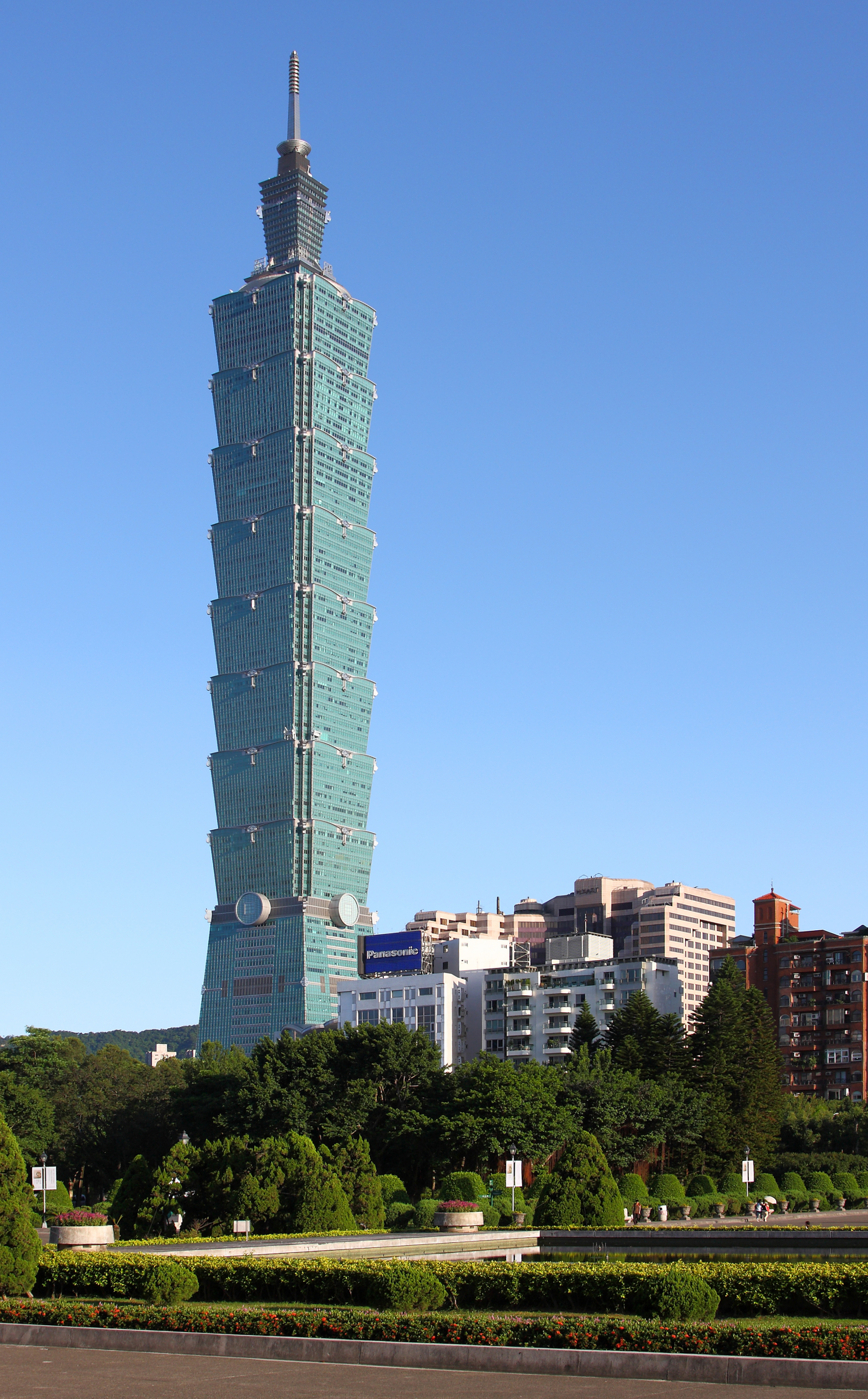
Taipei 101
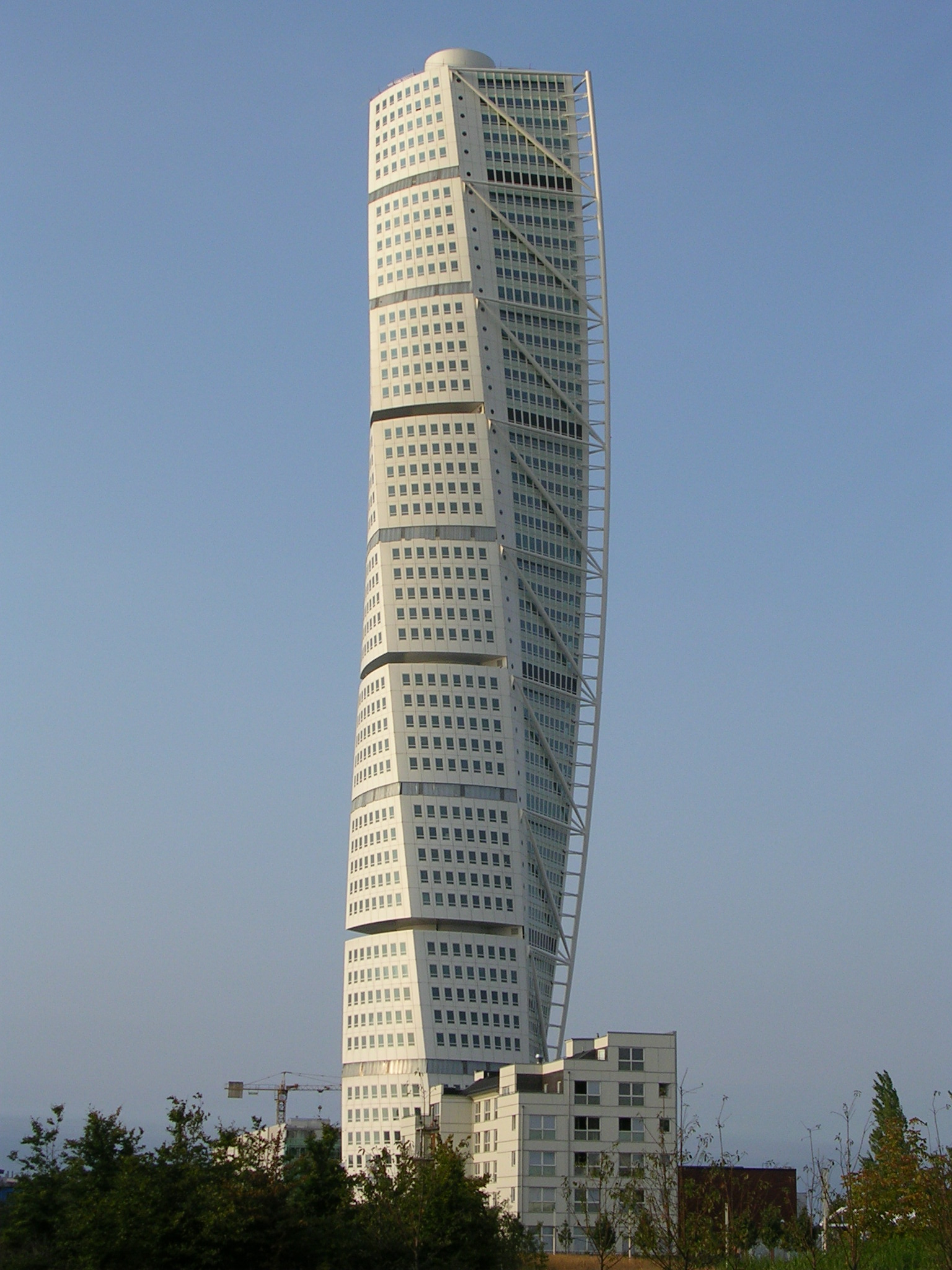
Turning Torso
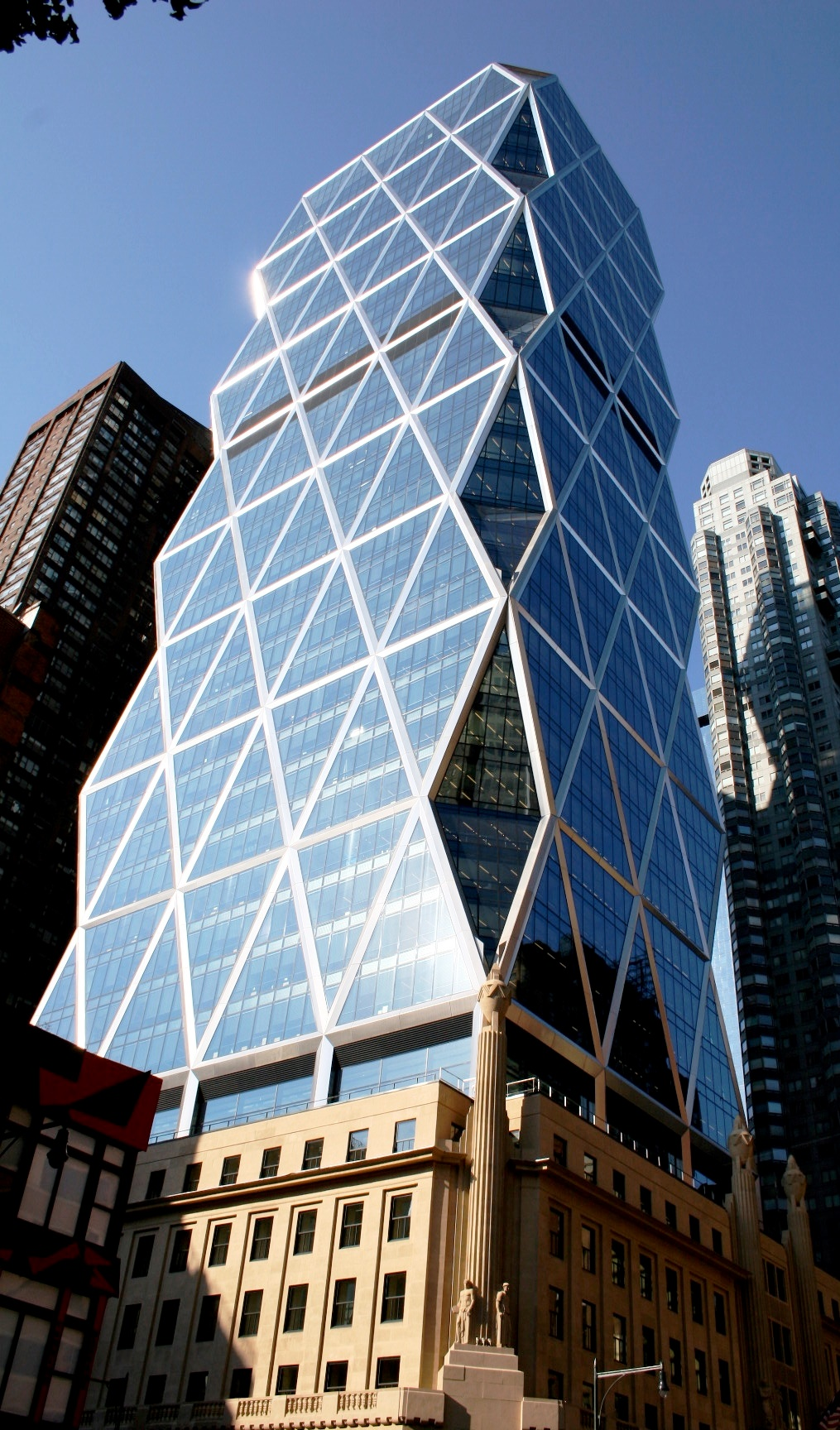
Hearst Tower
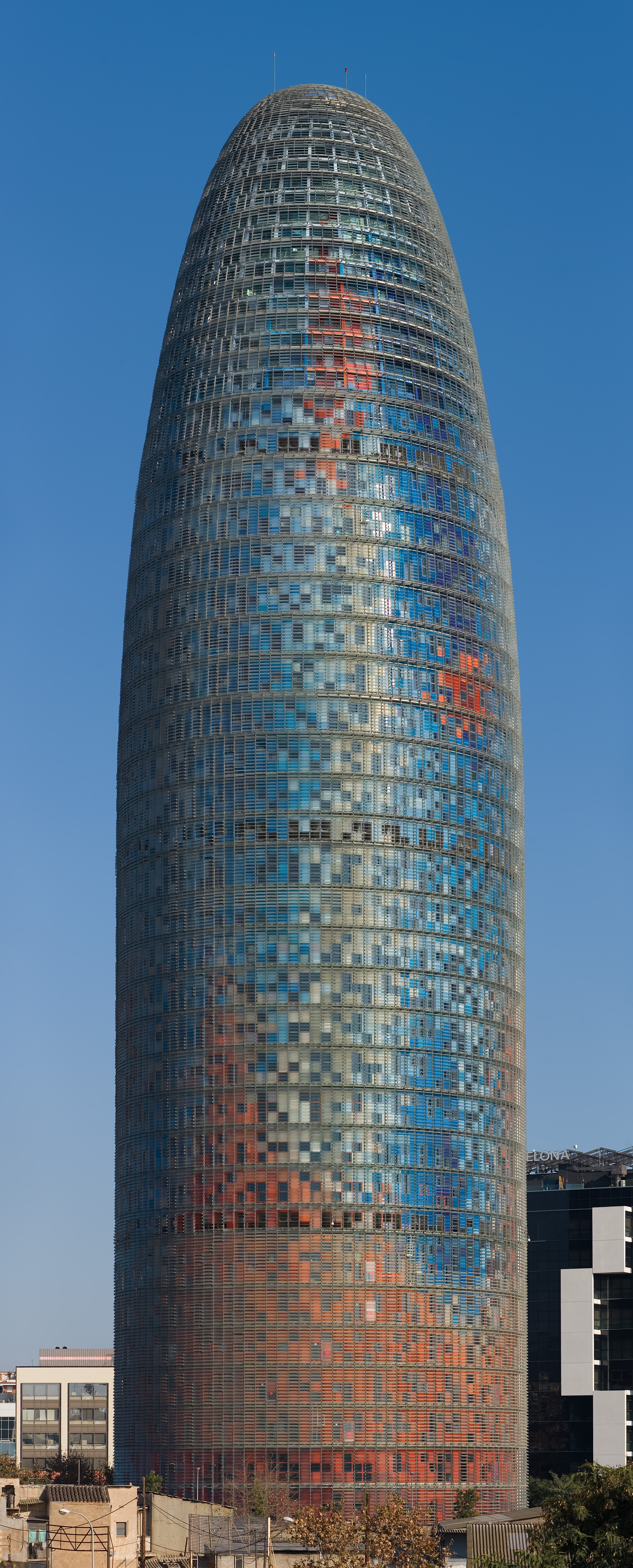
Torre Agbar
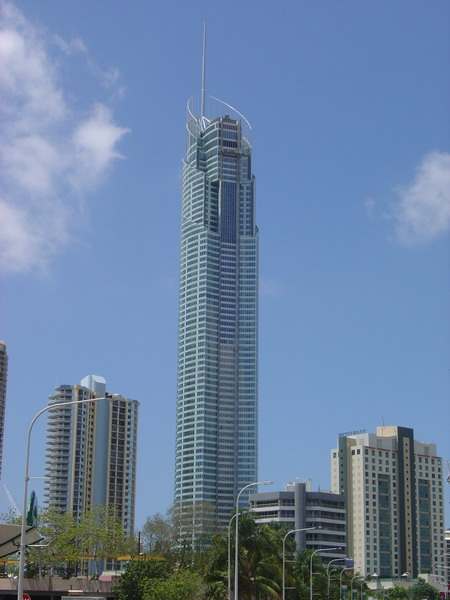
Q1
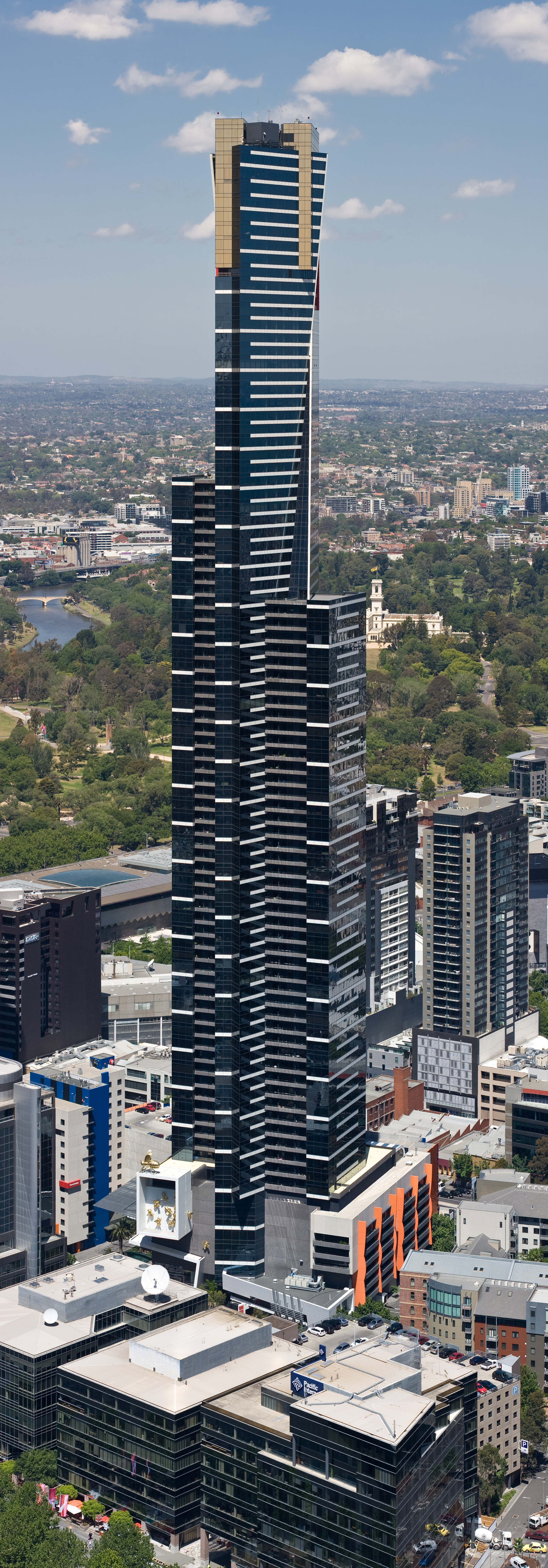
Eureka Tower
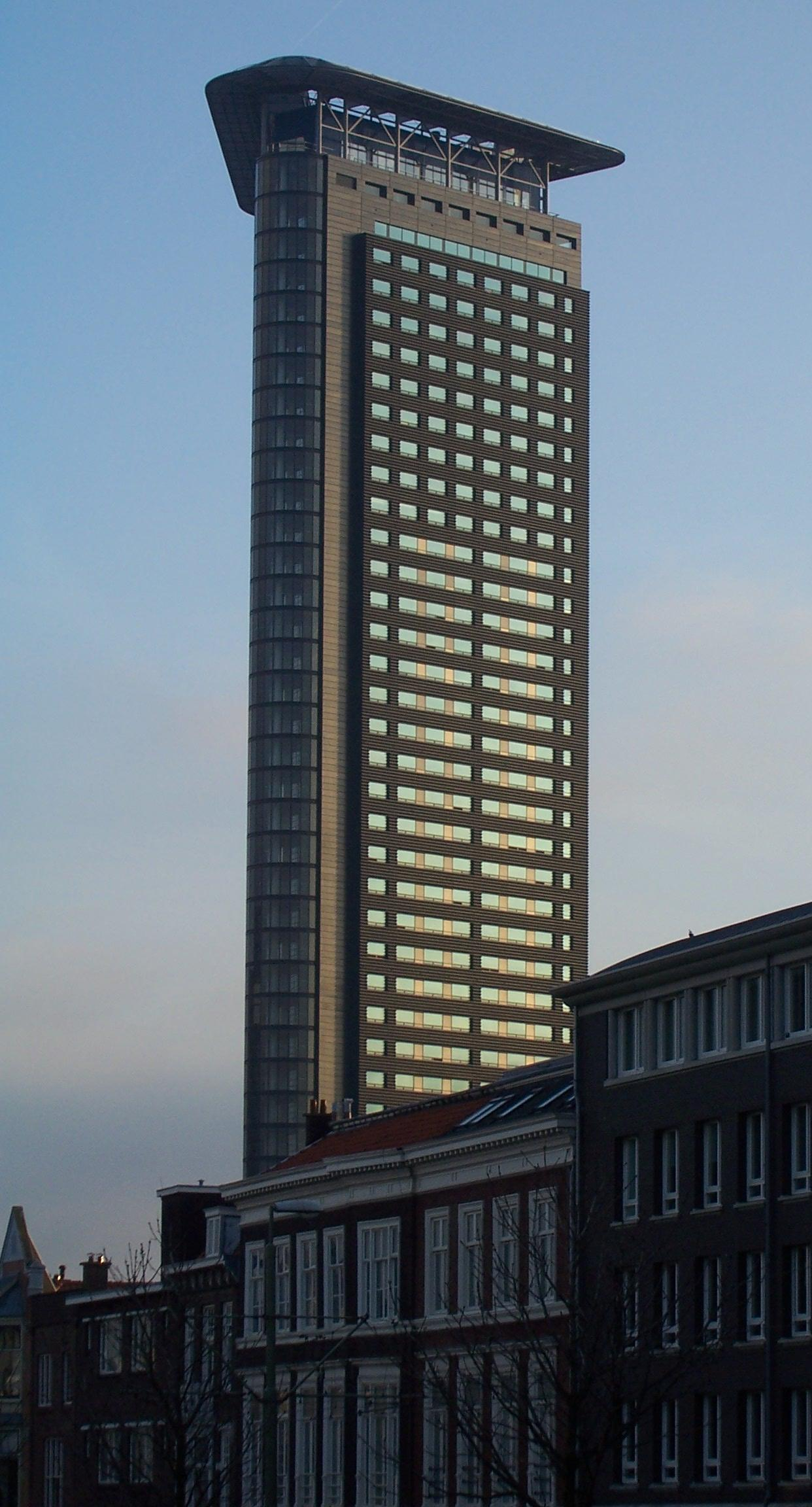
Het Strijkijzer
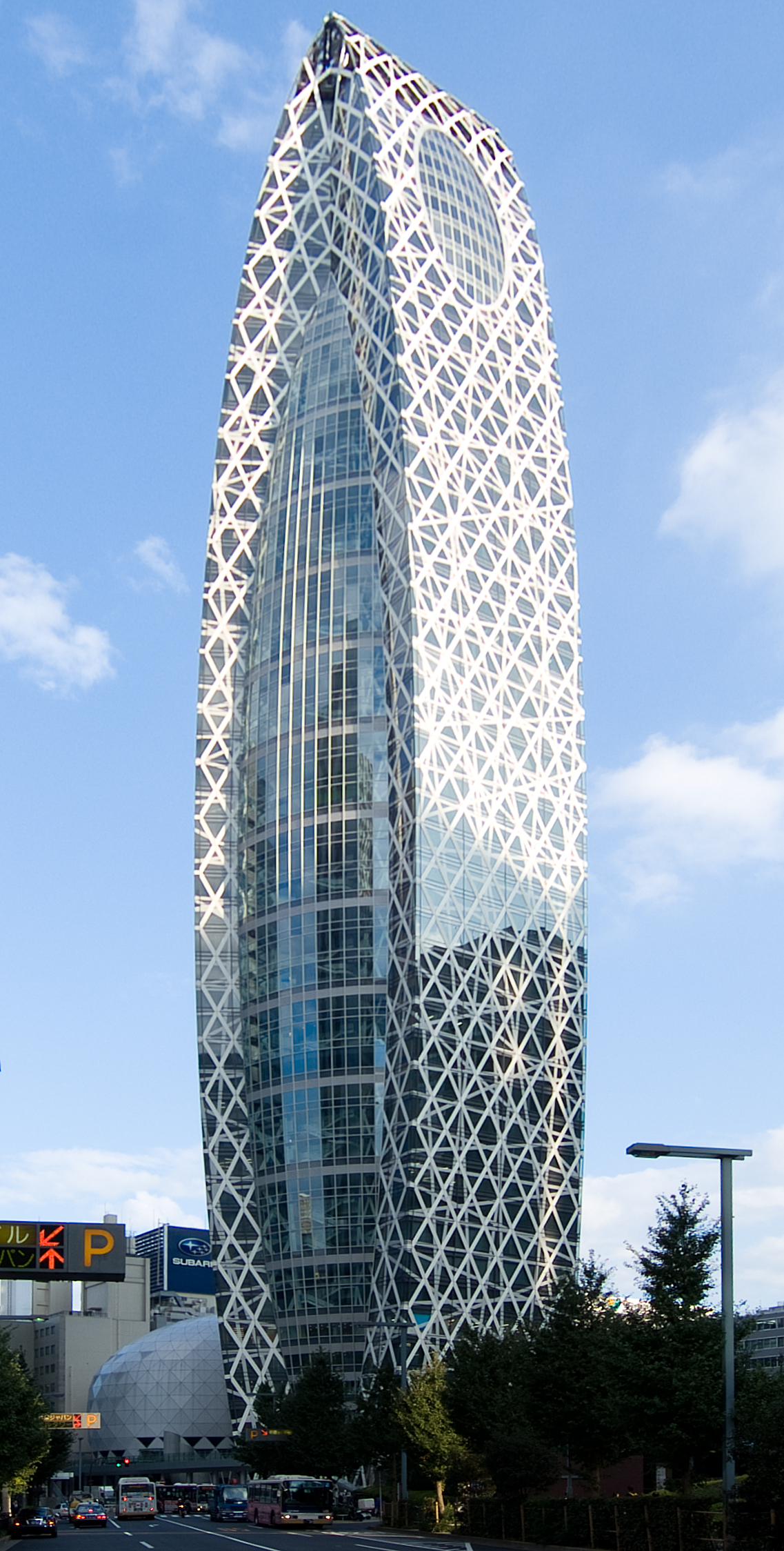
Mode Gakuen Cocoon Tower
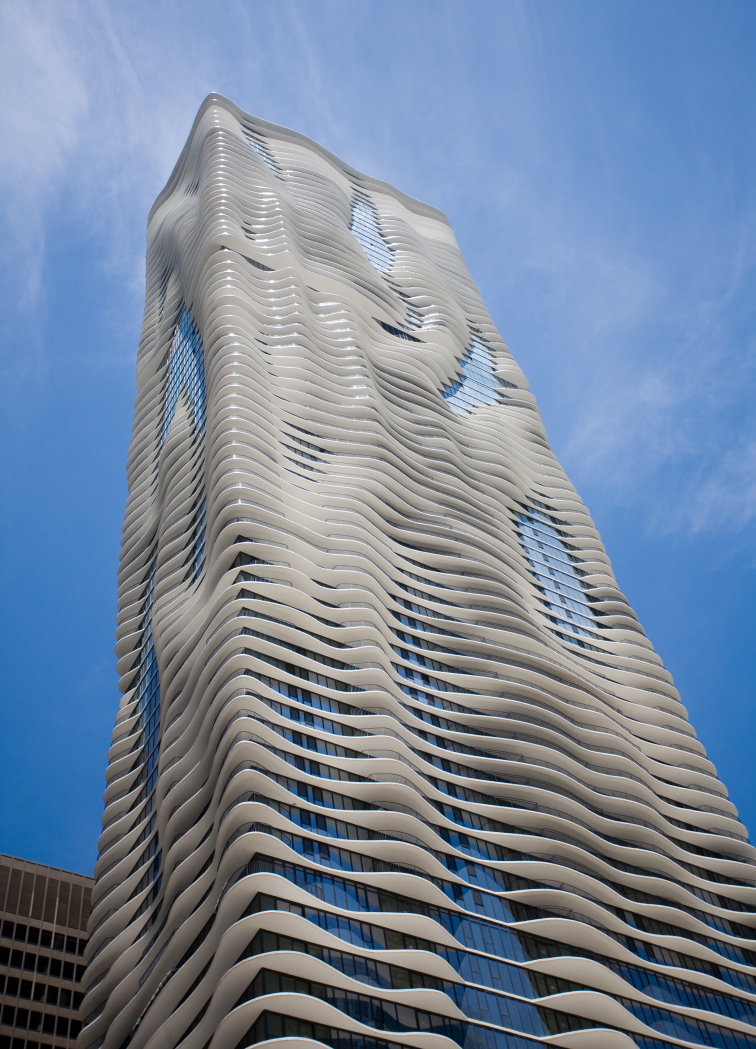
Aqua
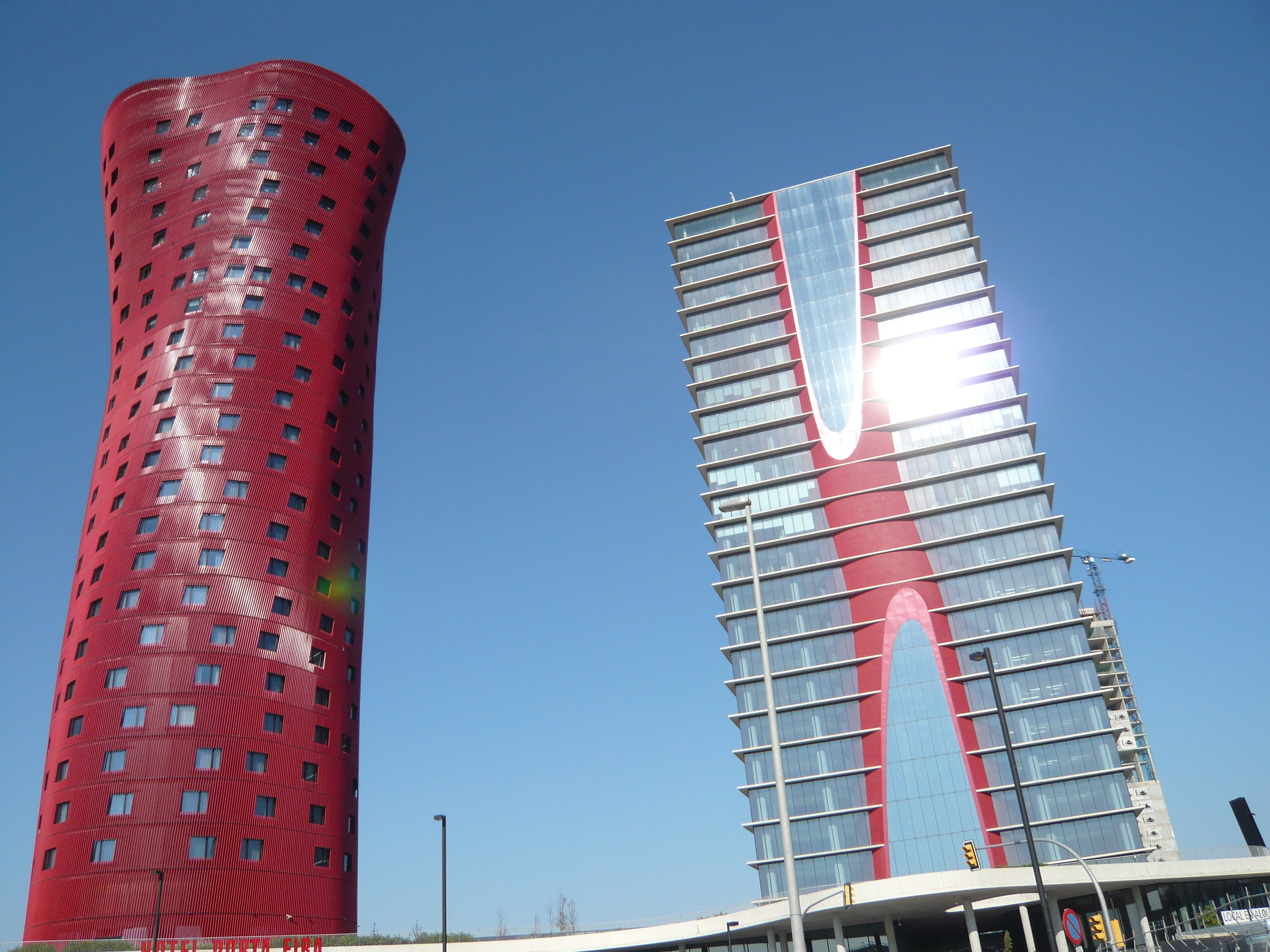
Hotel Porta Fira
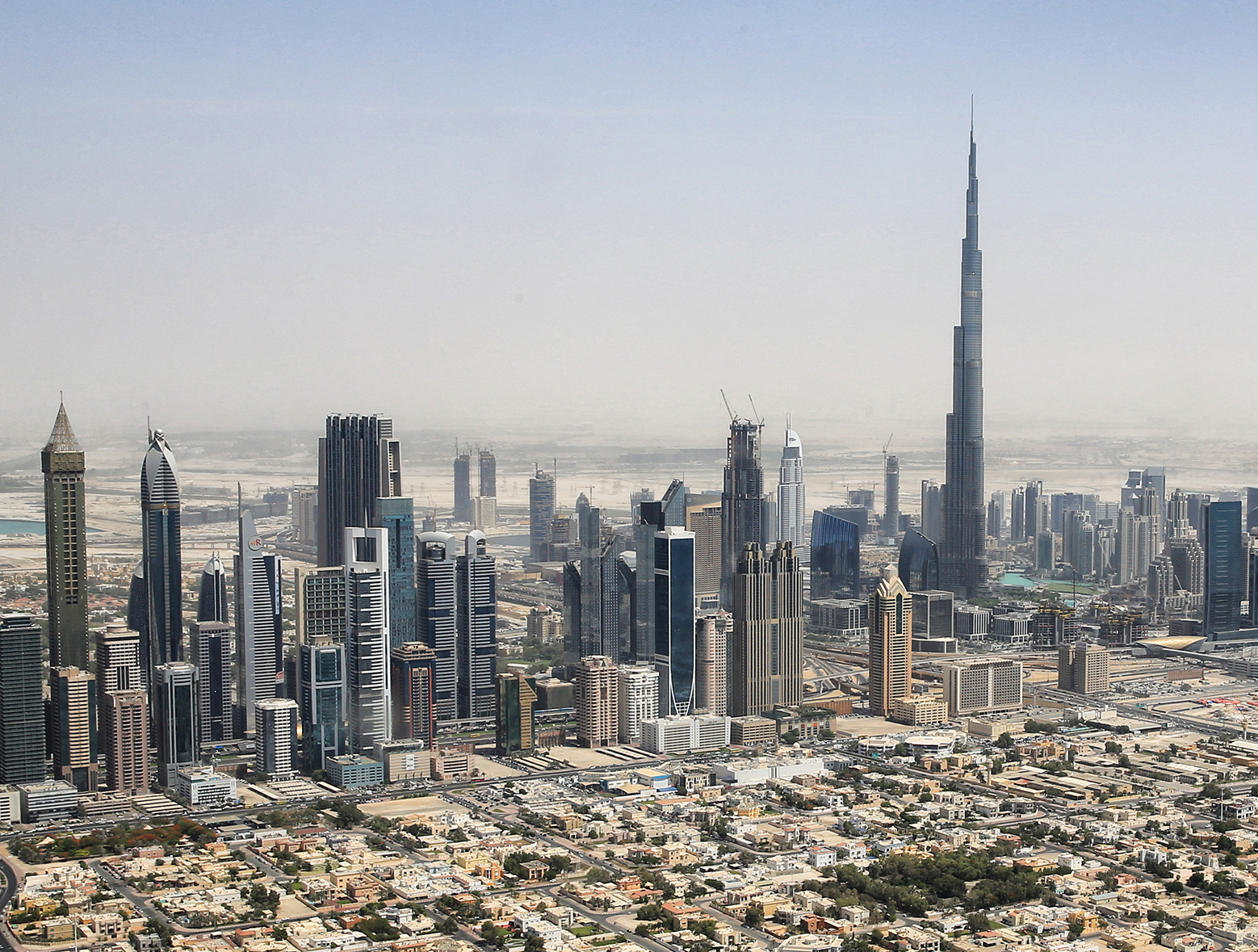
Burj Khalifa
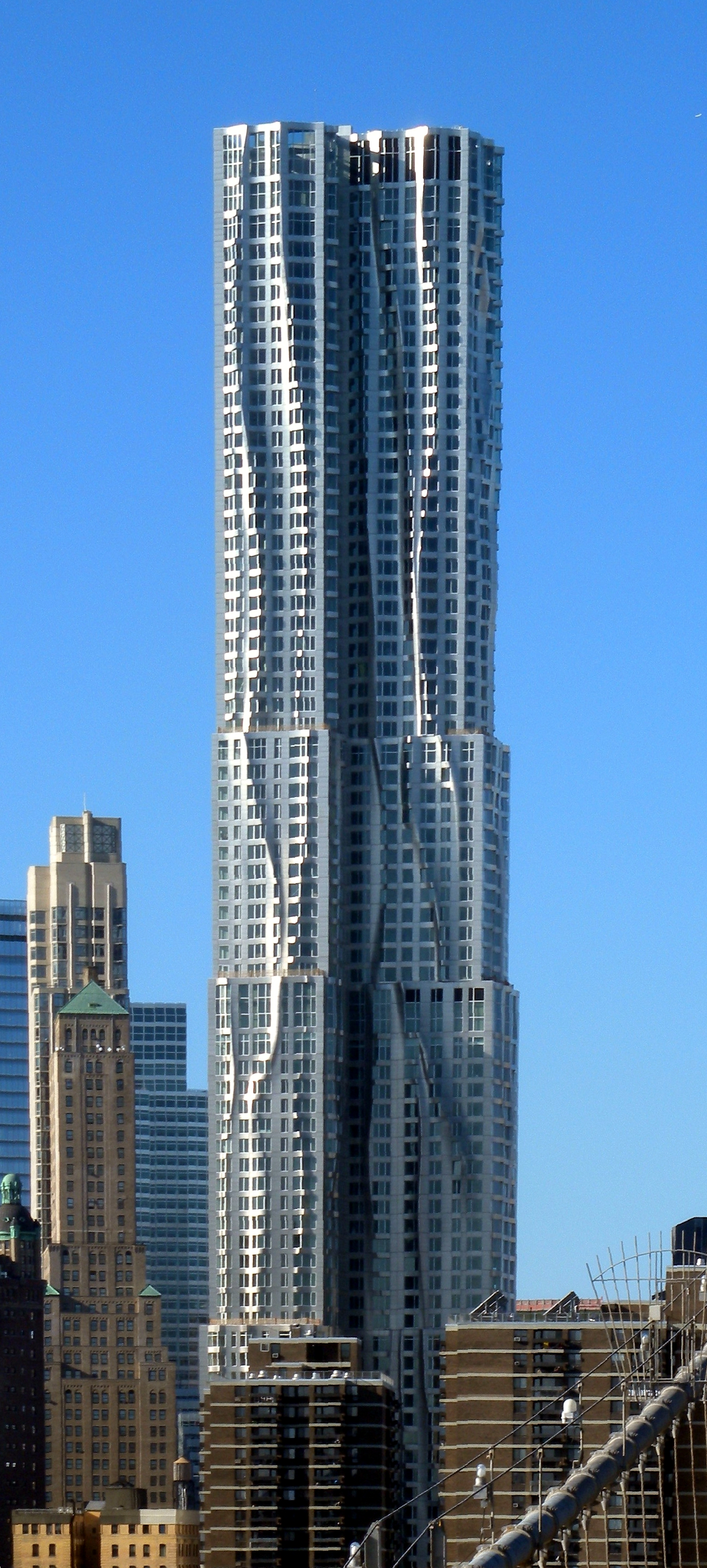
8 Spruce Street
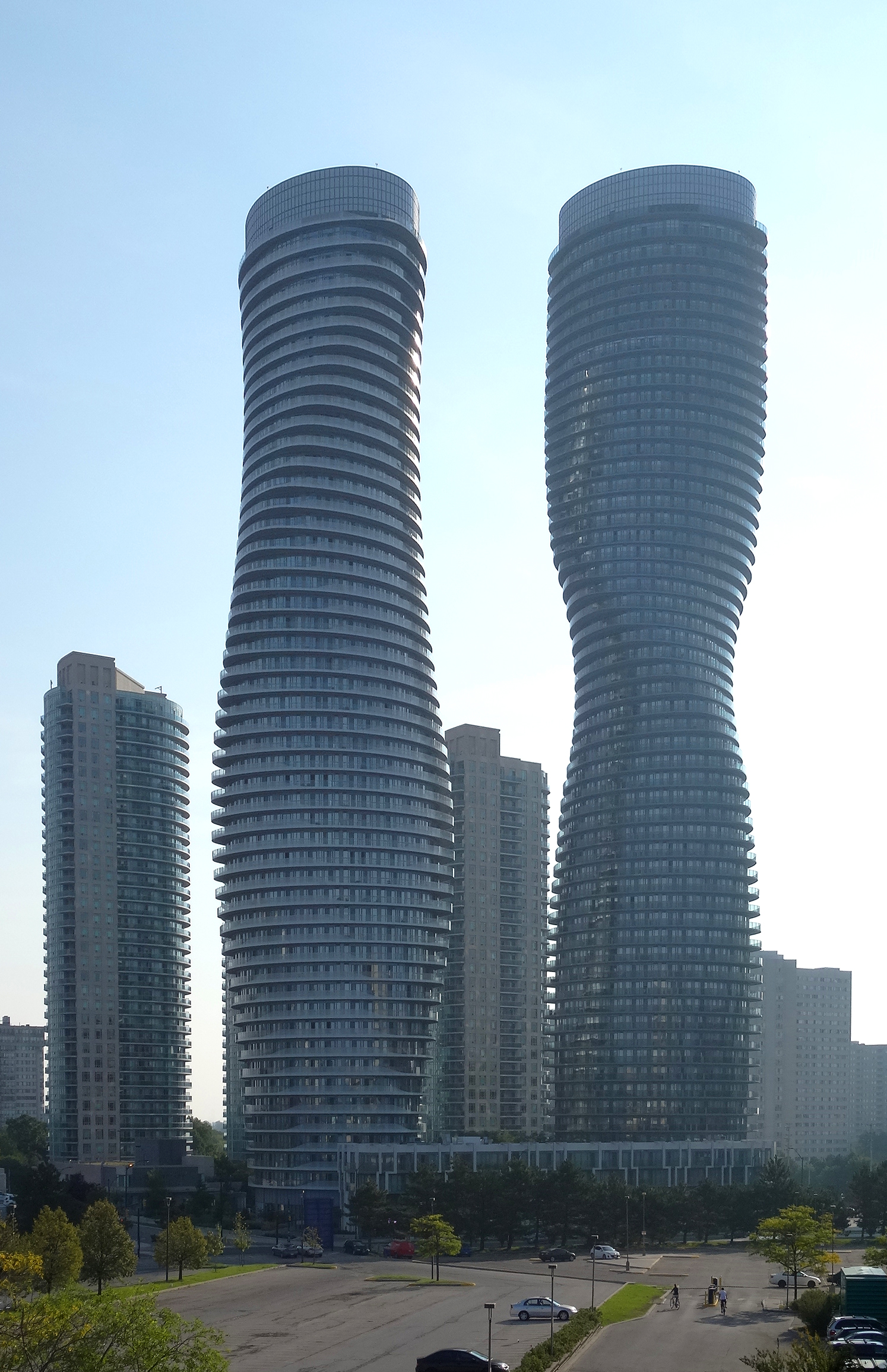
Absolute World
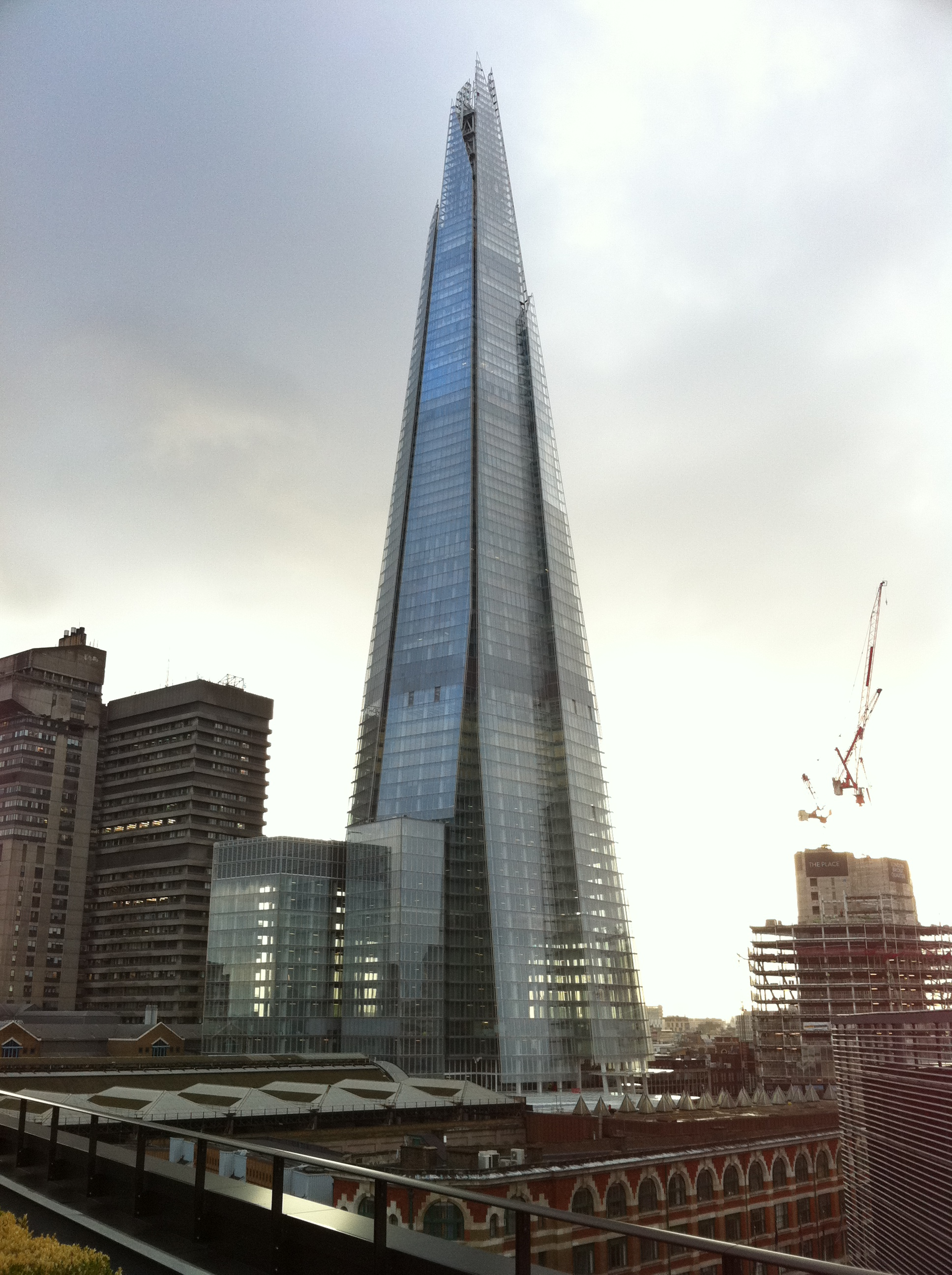
The Shard
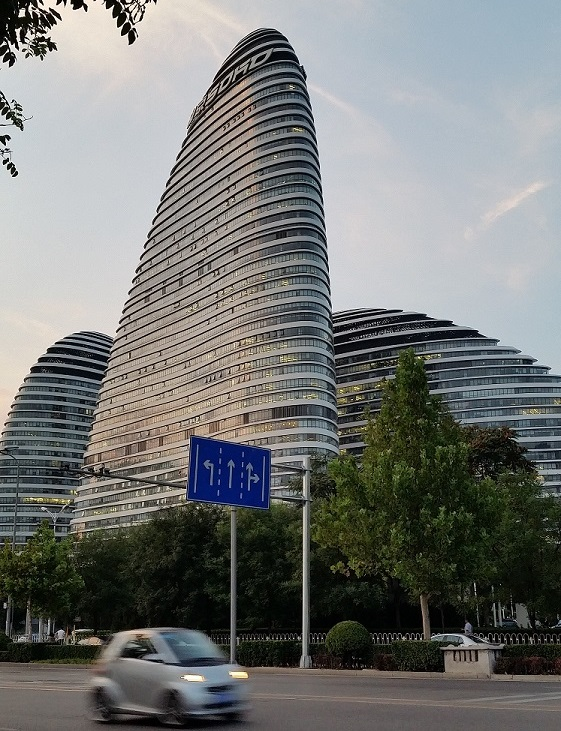
Wangjing SOHO
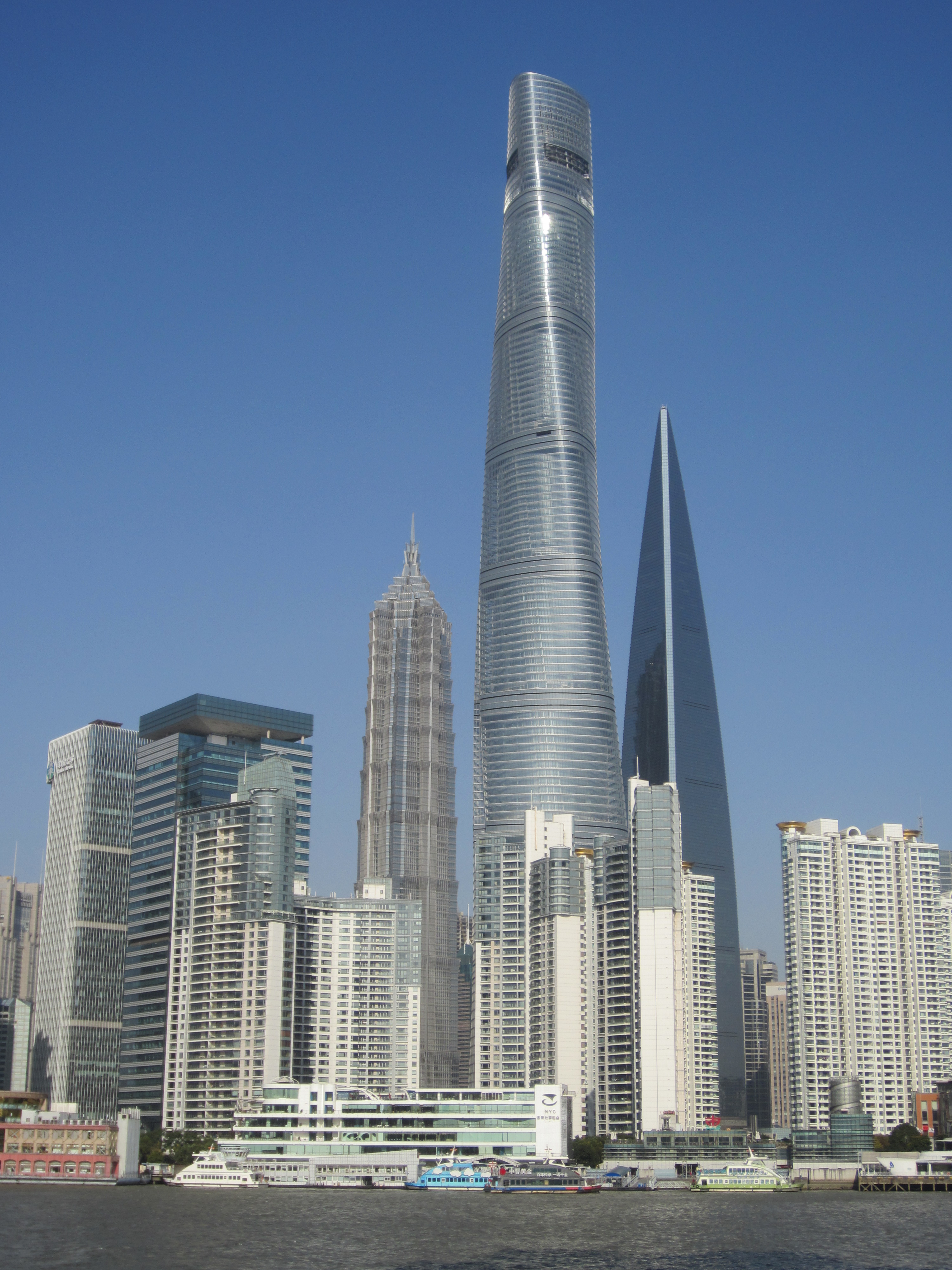
Tour Shanghai
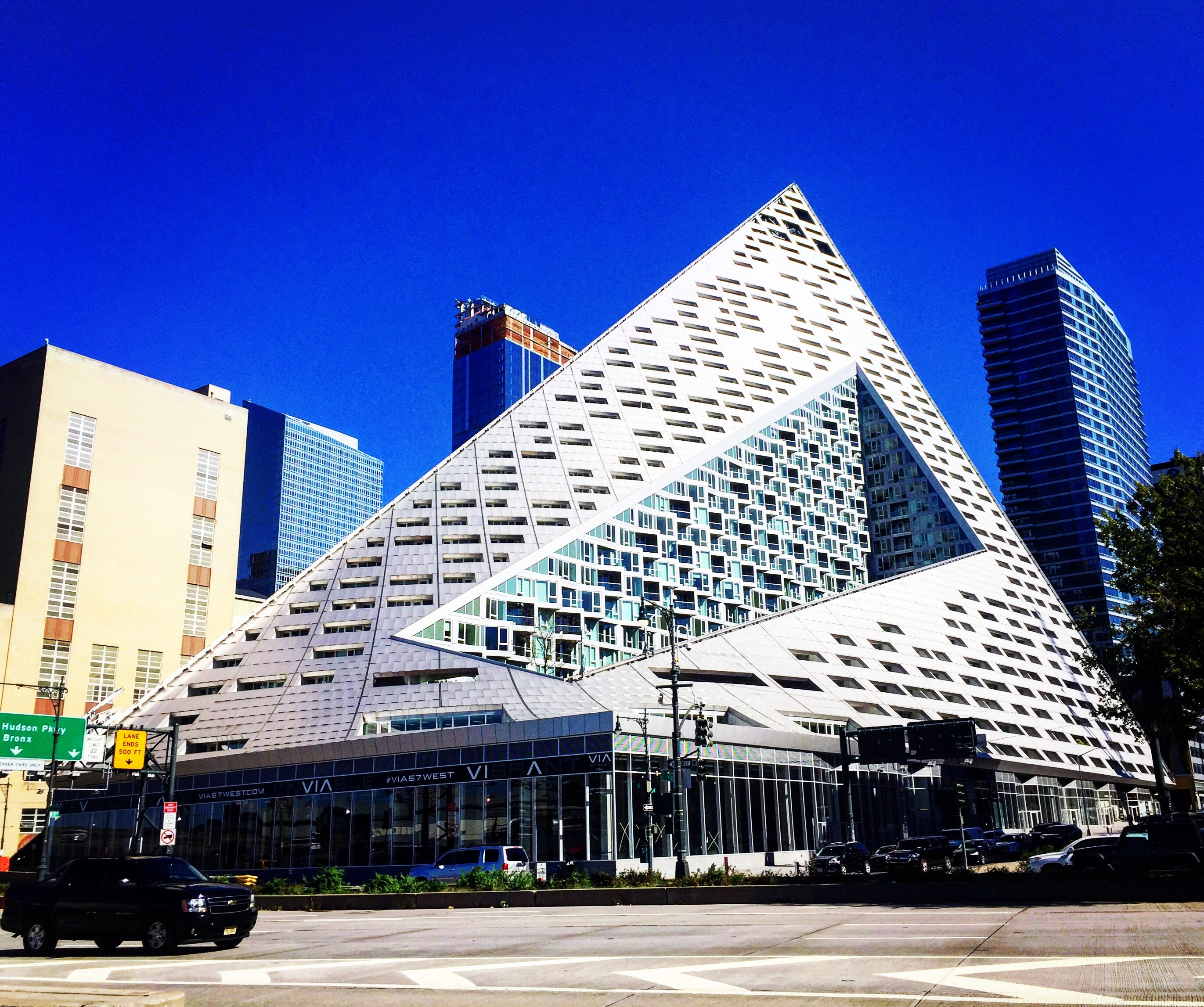
VIA 57 West
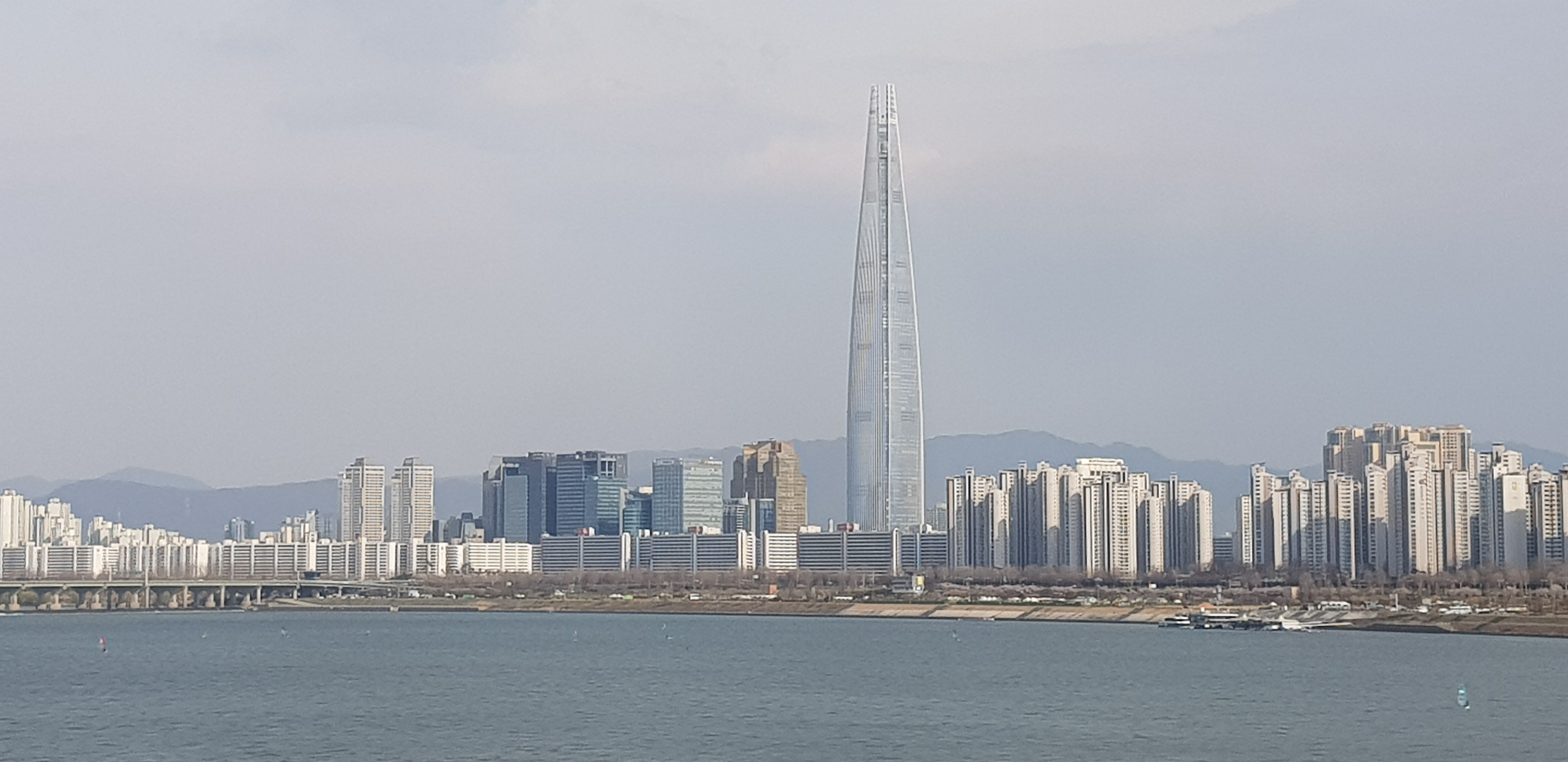
Lotte World Tower
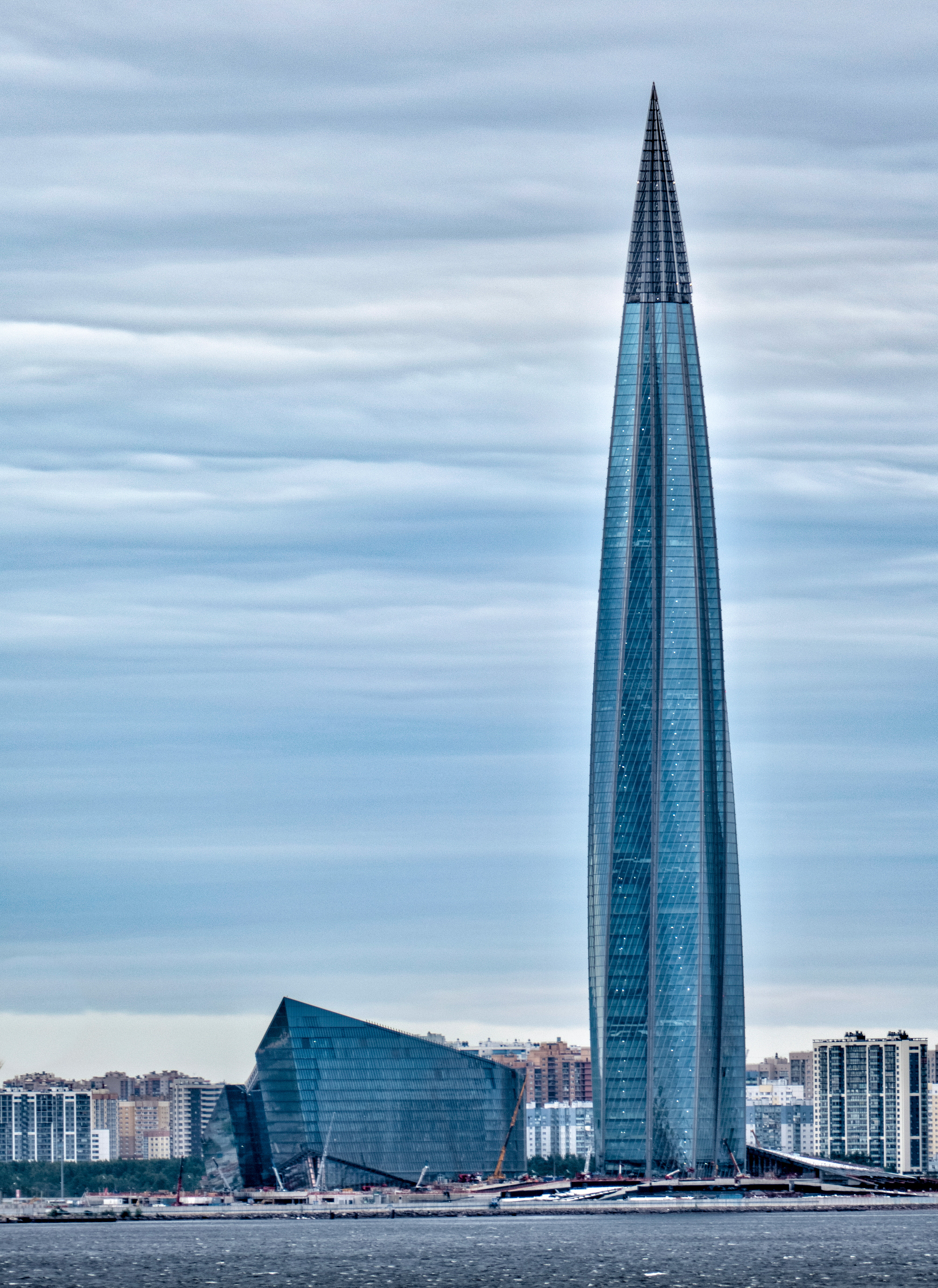
Lakhta Center